# 175920 Francisnimmo
175920 Francisnimmo este o planetă minoră (asteroid) din centura de asteroizi. A fost descoperită pe 5 februarie 2000 la Observatorul Național Kitt Peak de Marc Buie⁠(d) și a fost numită după Francis Nimmo⁠(d). 
Obiectul prezintă o orbită caracterizată de o semiaxă mare de 2,5458865090681 UAi, o excentricitate de 0,17712173032491, o înclinație de 7,3229590222785 ° în raport cu ecliptica.